# Galga

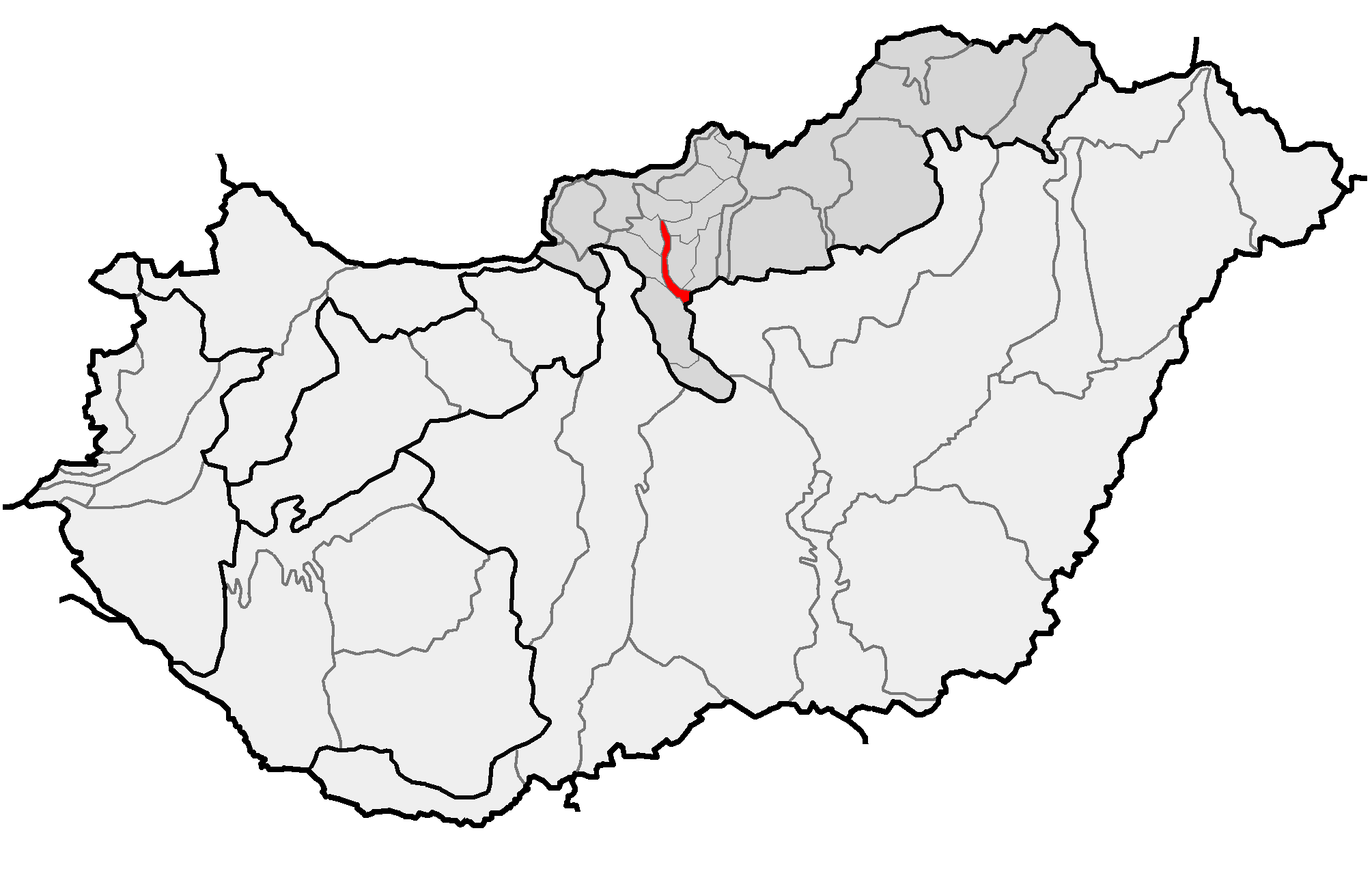
Położenie doliny Galgi

Galga – rzeka w północnych Węgrzech, prawy dopływ Zagyvy, dopływu Cisy w zlewisku Morza Czarnego. Długość – 58 km, powierzchnia zlewni – 568 km², średni przepływ – 0,6 m³/s. Wypływa w środkowej części pasma wzgórz Czerhat u zachodniego podnóża góry Szandai-hegy, płynie na południe i na południowy wschód przez pogórze i uchodzi do Zagyvy koło wsi Jászfényszaru, położonej na terenie Wielkiej Niziny Węgierskiej.
Rzekę uregulowano na początku lat 70. XX w. Wcześniej systematycznie wylewała i powodowała duże szkody. Prace regulacyjne zostały wykonane przez spółkę wodną GAVIT z Aszódu, która zajmuje się również bieżącym utrzymaniem wód cieków i potoków w dolinie Galgi.